# 27269 Albinocarbognani
27269 Albinocarbognani este o planetă minoră (asteroid), cu un diametru de 3,259 km, din centura de asteroizi. A fost descoperită pe 3 ianuarie 2000 la osservatorio astronomico della Montagna Pistoiese⁠(d) de Maura Tombelli⁠(d) și a fost numită după Albino Carbognani⁠(d). 
Obiectul prezintă o orbită caracterizată de o semiaxă mare de 2,2879176 UAi, o excentricitate de 0,1271822, o înclinație de 6,89988 ° în raport cu ecliptica.